# Induktion (metode)
 For alternative betydninger, se Induktion. (Se også artikler, som begynder med Induktion)
Ved induktion observerer man enkelte tilfælde (specialtilfælde) og konkluderer noget generelt (generalisering). Denne empiriske metode anvendes indenfor videnskaberne (jf. videnskabelig metode), men også i dagliglivet. Statistik er et redskab for denne type tænkning, ligesom logik er det for deduktion. I praksis kunne man lave en undersøgelse af, hvordan virkeligheden ser ud, og ud fra dette lave en teori, der fortæller noget generelt ud fra disse empiriske undersøgelser. F.eks. er meningsmålinger induktive, da man typisk "kun" interviewer en promille af den samlede mængde for at danne et overordnet billede.

## Standardeksemplet
Et filosofisk standardeksempel er: Man har gentagne gange observeret, at alle svaner er hvide. Man slutter heraf, at alle svaner må være hvide. Fejlagtigheden i denne måde at konkludere på illustreres af det forhold, at alle svaner, der var observeret i Europa i 1600-tallet, var hvide, men alligevel eksisterede der sorte svaner i Australien. Nok så mange observationer garanterer altså ikke induktionsmetodens rigtighed. Tilhængere af induktion peger på, at observationerne skal være foretaget under så forskelligartede forhold som overhovedet muligt, men dette kan kun lade sig gøre, hvis man har viden om hvilke forhold, der er væsentlige, og det kan ikke selv nok så mange observationer sige noget om. - Da man kun havde observeret hvide svaner i Europa, kunne man med god grund hævde, at svanerne var observeret under alle tænkelige forhold og at der kun fandtes hvide svaner. Det er først, når man støder på modeksempler, at man har en idé om, hvordan observationerne bør variere.
Induktive slutninger draget ud fra observationer i videnskab og i hverdagen er derfor logisk ugyldige, men er alligevel nødvendige for vores viden. Dette problem omgås i den matematiske bevisteknik, der også kaldes induktion, hvor alle tilfælde betragtes.

## Fejlkilder
Der findes en række almindelige fejlkilder ved induktiv tænkning, bl.a.:
- Bekræftelsestilbøjelighed. Vi har en tendens til at opdage ting, der understøtter de hypoteser eller holdninger vi i forvejen har.

- Tilgængelighedsheuristik. Når vi bedømmer et fænomens frekvens, konkluderer vi ofte at den er høj, hvis vi hurtigt kan komme i tanker om mange enkelte tilfælde.

Selvom induktion som strategi er helt nødvendig, kan den derfor lede til forkerte resultater, både i videnskaben og i det almindelige liv. I videnskaben sker fremskridt ved, at en videnskabelig teori, der er opstillet på grundlag af induktive metoder, og som ikke strider mod andre gyldige teorier, anses for selv at være gyldig, til der findes et eksempel, hvor teorien ikke holder.

## Historik

### Aristoteles (384-322 f.Kr.)
Aristoteles fandt ud af at udforskning tager udgangspunkt i særskilte observationer. Herfra generaliserer vi via induktion fra disse særlige eksempler, indtil vi når erkendelse.

### Francis Bacon (1561-1626)
Francis Bacon opererede med en elaboreret form for induktion, der tog hensyn til såvel positive som negative tilfælde. Francis Bacons anvendelse af induktion er først i nyere tid blev tilgode- og velset.

### William Whewell (1794-1886)
Benyttede begrebet "induktion" men lagde en helt anden betydning i det. Han opfattede "induktion" som en korrektiv hermeneutisk process, der læser betydning, struktur og lovmæssighed ind i data, i stedet for som traditionelt at udlede disse forhold af de empiriske data. På trods af hans brug af 
ordet, er Whewell klart anti-induktivist.